# Storhaga
Storhaga är en småort i Ljusdals socken i Ljusdals kommun i Gävleborgs län, sydväst om Ljusdal.